# Mangan(II,III)-oxid
Mangan(II,III)-oxid, auch Trimangantetroxid, ist ein Oxid des Mangans, in dem das Metall in den Oxidationsstufen +II und +III auftritt. Damit gehört es zur Klasse der Spinelle, welche die allgemeine Formel AB2Ch4 besitzen. A ist ein Metall in der Oxidationsstufe +II, B ein Metall mit der Oxidationsstufe +III und Ch ein Chalkogen in der Oxidationsstufe -II, meist Sauerstoff oder Schwefel.

## Vorkommen
Mangan(II,III)-oxid kommt natürlich im Mineral Hausmannit vor.

## Gewinnung und Darstellung
Mangan(II,III)-oxid entsteht bei der Zersetzung von Mangandioxid (MnO2) bei hohen Temperaturen sowie bei der Verbrennung von Organo-Mangan-Verbindungen wie Methylcyclopentadienyl-Mangan-Tricarbonyl (MMT).

## Eigenschaften
Mangan(II,III)-oxid kristallisiert in einer Spinellstruktur, die durch den Jahn-Teller-Effekt tetragonal verzerrt ist.

## Verwendung
Mangan(II,III)-oxid wird als Futtermittelzusatzstoff sowie zur Herstellung von Halbleitern und magnetischen Materialien verwendet.